# Nowobila
Nowobila (ukrainisch Новобіла; russisch Новобелая Nowobelaja) ist ein Dorf im Norden der ukrainischen Oblast Luhansk mit etwa 2000 Einwohnern (2001).

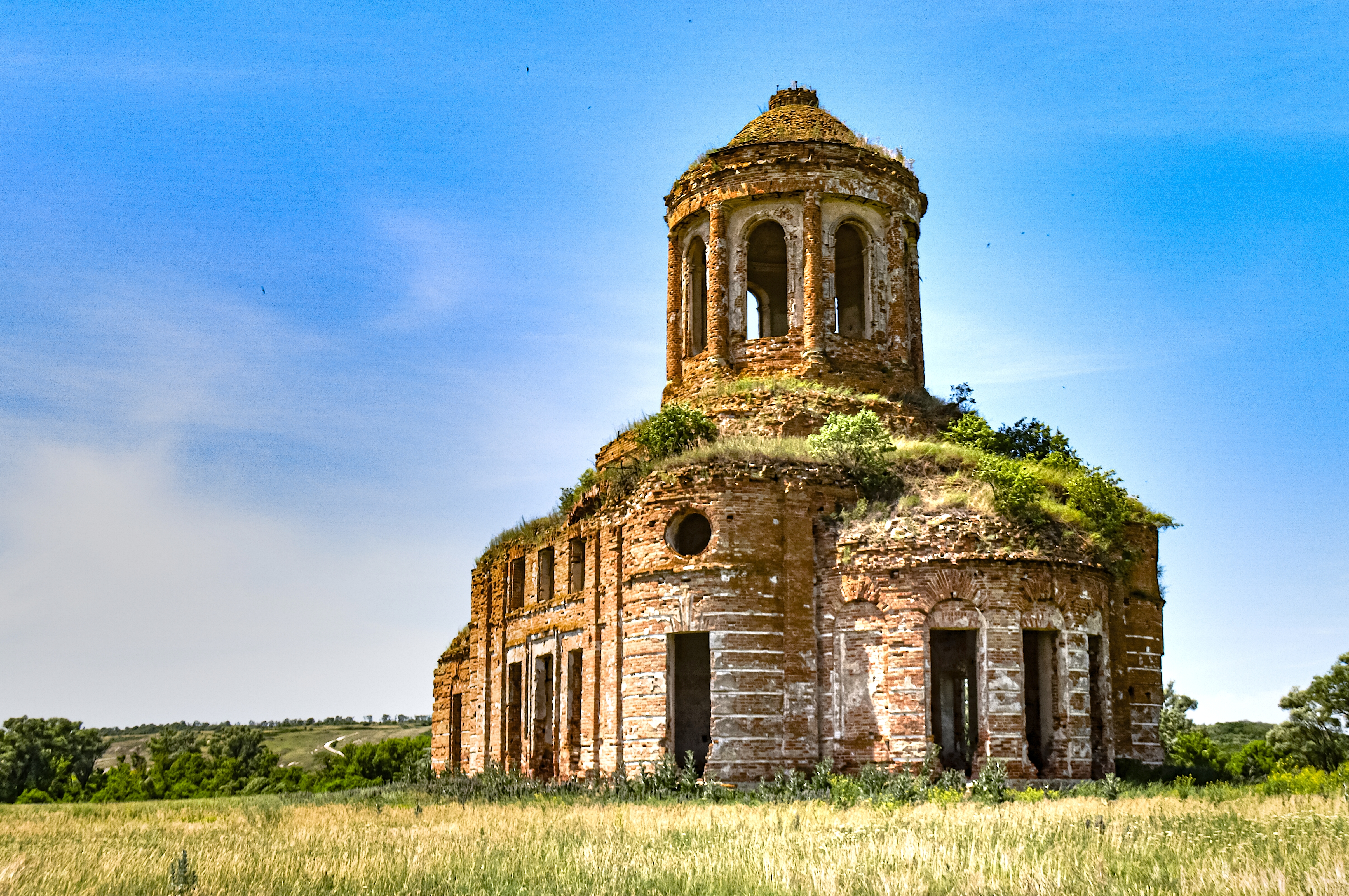
Kirchenruine im Ort

Das im 18. Jahrhundert in der Sloboda-Ukraine gegründete Dorf (einer anderen Quelle nach war die Gründung im Jahr 1765) liegt am Ufer der Bila (Біла), einem 75 km langen, linken Nebenfluss des Ajdar 35 km nördlich vom ehemaligen Rajonzentrum Nowopskow und 160 km nördlich vom Oblastzentrum Luhansk nahe einem Grenzübergang zur russischen Oblast Woronesch.
Am 12. Juni 2020 wurde das Dorf ein Teil der neugegründeten Siedlungsgemeinde Biloluzk, bis dahin bildete es die gleichnamige Landratsgemeinde Nowobila (Новобілянська сільська рада/Nowobiljanska silska rada) im Norden des Rajons Nowopskow.
Seit dem 17. Juli 2020 ist sie ein Teil des Rajons Starobilsk.